# Härnösand
Härnösand je město ve středním Švédsku, asi 50 km severně od Sundsvallu, 450 km severně od Stockholmu, na pobřeží Botnického zálivu. 
Je hlavním městem provincie Västernorrland. V současnosti zde žije zhruba 18 000 obyvatel. 
Ve městě se nachází barokní kostel ze 17. století, který je sídlem biskupství. Severně od města se nachází památka Höga kusten (Vysoké pobřeží), která byla zapsána na seznam světového dědictví UNESCO.